# 武藤彩未
武藤 彩未（むとう あやみ、1996年4月29日 - ）は、日本の歌手、元アイドル、モデル、タレント。
つばさレコーズ所属（2025年8月まで）、元アミューズ所属。茨城県出身。可憐Girl's及びさくら学院の元メンバーであり、さくら学院では初代生徒会長（リーダー）を務めた。2019年以降のレーベルはつばさレコーズで、それ以前は"SHINKAI"。

## 略歴

### キッズモデル〜さくら学院
自身が8歳の頃に、母が子供服ブランドのカタログモデルに応募し、モデルデビュー。母によると、この頃の身長は123cmくらいであり、当時は照れ屋で恥ずかしがりやであった為、撮影が苦手であった。その後、子供ファッション雑誌『Kids Style』（オリコン）の専属モデルとなり、アミューズに所属。DAISY LOVERS paradise kids（ナルミヤ・インターナショナル）の広告モデルもしていた。2007年2月号から2009年3月号まで少女マンガ誌『ちゃお』（小学館）のメインCMモデルを務め、多くのCMに出演。また、ちゃおスタイル専属モデルも務める。
2008年、アニメ『絶対可憐チルドレン』（テレビ東京系列）の放送に合わせて、中元すず香、島ゆいかと共に1年間限定で結成されたユニット、可憐Girl'sにAYAMI名義で参加し、同番組の主題歌『Over The Future』を発売。2009年3月31日に番組終了とともに活動も終了した。2010年4月から2012年3月25日まで女子小中学生で構成されるユニット「さくら学院」の初代生徒会長（リーダー）として活動。同学年の三吉彩花、松井愛莉と共に中学卒業と同時にグループを卒業した。。

### 歌手として

#### ソロ活動開始から活動休止まで
さくら学院卒業後はトレーニングやプロジェクト開始の準備に時間を費やしていたため、1年以上公の場に姿を見せなかった。ソロ活動開始の布石として2013年3月に東京国際フォーラムで開催されたさくら学院の2012年度卒業ライブ会場で「武藤彩未2013.4.29」とウェブサイトのアドレスだけが書かれた真っ白のハガキが配布されていた。2013年4月29日、1980年代のアイドル楽曲を現代に再生させるソロプロジェクト「DNA1980」の開始を発表。なお、アミューズ初のソロアイドルとなった。7月19日にShibuya O-EASTでライブ「武藤彩未 LIVE DNA1980」を開催し、ライヴ会場限定盤CD『DNA1980 Vol.1』・『DNA1980 Vol.2』を同時発売。
2014年4月23日、ソロとしてのデビュー・アルバム『永遠と瞬間』でメジャーデビュー。作詞は1980年代のアイドルの作詞を手がけた三浦徳子や森雪之丞、作曲はポルノグラフィティやいきものがかりのプロデュースを手がける本間昭光などが担当。同日にタワーレコードのTOWER REVOLVE PROJECTによる番組『南波一海のアイドル三十六房』に出演。
2015年1月21日、テレ朝動画のWeb配信チャンネルLoGiRLで、初のレギュラー番組となる『武藤彩未のIroDOLi』の配信を開始。
2015年2月25日、アルバム『I-POP』を発売。同年夏、ライブハウスツアー「TRAVELING ALONE」を開催。7月25日に下北沢GARDENでライブを開催。
2015年12月16日のLoGiRL『武藤彩未のIroDOLi』最終回にて、同年12月23日開催されるライブ、武藤彩未 X’mas Special LIVE「A.Y.M.X.」をもって、芸能活動を一旦休止することを発表。
2016年5月31日、アミューズ公式サイト並びにTwitterの本人アカウントにおいて、海外留学中であり英語を習得中であること、ボイストレーニングを受けていることを発表した。また同日にアミューズとのアーティスト契約を終了したことを発表した。2018年8月に海外留学を終えて帰国し、今後の予定は未定としながらも、歌手として復帰する意欲を示した。

#### 活動再開以降
2018年10月25日、Twitterの本人公式アカウントにおいて歌手活動を再開することを発表し、12月1日に東京・WALL&WALLでワンマンライブ「武藤彩未 AcousticLive ～はじめの一歩～」を昼夜2公演行い、活動を再開した。
2019年12月20日、渋谷duo MUSIC EXCHANGEにてライブを開催し5年ぶりの新曲となる「雨音」（あまね）を初披露。新たにつばさプラスに所属することが発表され、同事務所より武藤彩未公式サイトが開設されると同時にTwitterにスタッフアカウントも開設された。翌21日にYouTubeの武藤彩未Officialチャンネルに「雨音」のミュージックビデオが公開され、各音楽配信サイトでの配信販売も開始した。

### 私生活
2025年1月29日、前年に一般男性と結婚し、妊娠中であることを発表した。
2025年8月1日、第1子出産を報告。あわせて、8月31日をもって株式会社つばさレコーズとの専属契約を終了し、2025年9月1日からは個人で活動していくことを明らかにした。

## 人物
身長は148cm。目標とする歌手は、両親の影響で幼少のころから憧れていた松田聖子。父は日本中央競馬会(JRA)調教師（元騎手）の武藤善則であり、家族でカラオケに出掛けた際に松田聖子の曲を歌い、聴いて育つ。弟にJRA騎手の武藤雅がいる。
夢は「父親が育てた馬に弟が乗って、自分がプレゼンターをすること」としている。
1年間、弟・雅のバレットを務めていたことがある。
ライブでは、「チェリーブラッサム」や「青い珊瑚礁」をカバーしている。振付師のMIKIKOは武藤の振り付けを小学校時代から手がけており、ソロ活動のステージ演出も手がけている。
百人一首好きであり、さくら学院の新曲をさくら学院のメンバーで作る事になった際に百人一首をテーマにした楽曲にする事を提案し、採用され「さくら百人一首」が制作された。

## 作品

### スタジオアルバム
| # | リリース日     | タイトル                                               | チャート （オリコン） | チャート （オリコン） | 販売形態                                                                                             | MV                                                                             | 備考                                        |
| # | リリース日     | タイトル                                               | 最高 順位             | 登場 回数             | 販売形態                                                                                             | MV                                                                             | 備考                                        |
| - | -------------- | ------------------------------------------------------ | --------------------- | --------------------- | --- | ------------------------------------------------------------------------------ | ------------------------------------------- |
| - | 2013年7月19日  | DNA1980 Vol.1 DNA1980 Vol.2                            | —                     | —                     | CD                                                                                                   |                                                                                | 会場、ネット限定版 LPサイズのジャケット仕様 |
| 1 | 2014年4月23日  | 永遠と瞬間                                             | 16                    | 1                     | CD+CD+DVD（セブンティーン盤）＜初回限定盤＞ CD（永遠盤）＜通常盤＞ CD+カード（瞬間盤）＜数量限定盤＞ | 宙 永遠と瞬間 Seventeen                                                        |                                             |
| 2 | 2015年2月25日  | I-POP                                                  | 40                    | 1                     | CD+CD+DVD（Anniversary盤）＜初回限定盤＞ CD+CD+DVD（Yell盤）＜初回限定盤＞ CD（Music盤）＜通常盤＞   | パラレルワールド                                                               |                                             |
| 3 | 2020年3月4日   | MIRRORS                                                |                       |                       | CD（通常盤） CD（タワーレコード限定盤） CD（武藤彩未 official shop 盤）                              | 雨音 会いたいが言えない                                                        | ミニアルバム（6曲）                         |
| 4 | 2020年11月25日 | あの頃、君に渡したプレイリストを今でも僕はくちずさむ。 |                       |                       | CD（通常盤） CD+DVD（タワーレコード限定盤）                                                          | ベティ                                                                         | ミニアルバム（6曲）                         |
| 5 | 2021年9月15日  | SHOWER                                                 |                       |                       | CD（通常盤） CD+DVD（タワーレコード限定盤）                                                          | SHOWER                                                                         | ミニアルバム（6曲）                         |
| 6 | 2022年11月16日 | glitter beat                                           |                       |                       | CD（通常盤） CD+DVD（タワーレコード限定盤）                                                          | 「ハンサムレディ」「again again」MVメイキングムービー again again 約束のルビー | ミニアルバム（6曲）                         |
| 7 | 2024年12月10日 | Memorial HOTEL                                         |                       |                       | |                                                                                |                                             |

### ライブアルバム
| # | リリース日     | タイトル                                  | チャート （オリコン） | チャート （オリコン） | 販売形態                            | MV | 備考                                           |
| # | リリース日     | タイトル                                  | 最高 順位             | 登場 回数             | 販売形態                            | MV | 備考                                           |
| - | -------------- | ----------------------------------------- | --------------------- | --------------------- | ----------------------------------- | -- | ---------------------------------------------- |
| 1 | 2015年10月28日 | Re:BIRTH～19th Birthday Live at渋谷公会堂 | —                     | —                     | CD+CD（AZZS-39） CD+CD（AZCS-1049） |    | アスマート限定商品 タワーレコード・HMV限定商品 |

### 配信シングル
| 枚 | リリース日     | タイトル                   | 備考 |
| -- | -------------- | -------------------------- | ---- |
| 1  | 2019年12月21日 | 雨音                       |      |
| 2  | 2020年1月1日   | 風花                       |      |
| 3  | 2020年2月14日  | 会いたいが言えない         |      |
| ４ | 2020年4月29日  | RF                         |      |
| ５ | 2020年9月2日   | マーマレード               |      |
| 6  | 2021年4月29日  | 今夜のキスで忘れてほしいの |      |

### 映像作品
| # | リリース日     | タイトル                           | チャート （オリコン） | チャート （オリコン） | 規格品番  | トレーラー映像                               | 備考 |
| # | リリース日     | タイトル                           | 最高 順位             | 登場 回数             | 規格品番  | トレーラー映像                               | 備考 |
| - | -------------- | ---------------------------------- | --------------------- | --------------------- | --------- | -------------------------------------------- | ---- |
| 1 | 2014年11月26日 | A.Y.M Live Collection 2014〜変化〜 |                       |                       | AZBS-1024 | 「RUN RUN RUN」 from DEBUT LIVE "BIRTH"      |      |
| 2 | 2014年12月17日 | A.Y.M Live Collection 2014〜進化〜 |                       |                       | AZBS-1025 | 「A.Y.M.」 from SUMMER TRIAL LIVE "20262701" |      |

## タイアップ
| 楽曲         | タイアップ                                                         | 収録作品                       | 実施時期 |
| ------------ | ------------------------------------------------------------------ | ------------------------------ | -------- |
| Seventeen    | グリコ「セブンティーンアイス」キャンペーンソング                   | 永遠と瞬間（セブンティーン盤） | 2014年   |
| カラフル日和 | サニクリーンウォーターサーバー「ディスティオ」「ロフェオ」CMソング |                                | 2015年   |

## ライブ
| 開催期日           | 公演タイトル                                                                                         | 会場                                                     | 備考 |                                               |
| ------------------ | --- | -------------------------------------------------------- | --- | --------------------------------------------- |
| 2013年7月19日      | 武藤彩未 LIVE DNA1980                                                                                | 東京・Shibuya O-EAST                                     | 初のワンマンライブ |                                               |
| 2013年9月27日      | LIVE DNA1980 〜Version.2.0〜                                                                         | 東京・SHIBUYA-AX                                         | ワンマンライブ |                                               |
| 2013年10月30日     | はじめての旅は彩の国 〜成功させたい!!天使のウィンク〜                                                | 埼玉・西川口Hearts                                       | 武藤彩未ライブハウスツアー2013 「TRAVELING ALONE」                                                                     |                                               |
| 2013年11月14日     | 秋なのに!?BEACHの少女A 〜飾りじゃないのよステージは〜                                                | 神奈川・新横浜NEW SIDE BEACH                             | 武藤彩未ライブハウスツアー2013 「TRAVELING ALONE」                                                                     |                                               |
| 2013年11月24日     | PART1:今日この谷で輝け乙女!!! 〜なんてったって学園天国♪〜                                            | 東京・渋谷eggman                                         | 武藤彩未ライブハウスツアー2013 「TRAVELING ALONE」                                                                     |                                               |
| 2013年11月24日     | PART2：成功の天使再び!! 〜公園通りの秘密の花園〜                                                     | 東京・渋谷eggman                                         | 武藤彩未ライブハウスツアー2013 「TRAVELING ALONE」                                                                     |                                               |
| 2013年11月29日     | 静かなる禁断の夢 〜MUTO・う…彩っぽい〜                                                               | 千葉・稲毛K'sDREAM                                       | 武藤彩未ライブハウスツアー2013 「TRAVELING ALONE」                                                                     |                                               |
| 2013年12月29日     | Part1:ファン感謝スペシャル 〜リクエスト・ザ・ベストテン〜                                            | 赤坂BLITZ                                                | 武藤彩未ライブハウスツアー2013 「TRAVELING ALONE」                                                                     |                                               |
| 2013年12月29日     | Part2:新たなる旅立ち                                                                                 | 赤坂BLITZ                                                | 武藤彩未ライブハウスツアー2013 「TRAVELING ALONE」                                                                     |                                               |
| 2014年 4月29日     | BIRTH                                                                                                | 東京・TSUTAYA O-EAST                                     | メジャーデビュー初のワンマンライブ                                                                                     |                                               |
| 2014年6月10日      | 610の日 Special LIVE「A.Y.M. Ballads」                                                               | shibuya duo MUSIC EXCHANGE                               | 本間昭光(P)、坂井“Lambsy”秀彰(Perc)、柏木広樹(Vc)                                                                      |                                               |
| 2014年7月20日      | 武藤彩未 SUMMER TRIAL LIVE「20262701」                                                               | 埼玉・西川口LIVE HOUSE Hearts                            | nishi-ken(key)、楠瀬タクヤ(Dr)                                                                                         |                                               |
| 2014年7月26日      | 武藤彩未 SUMMER TRIAL LIVE「20262701」                                                               | 横浜BAYSIS                                               | nishi-ken(key)、楠瀬タクヤ(Dr)                                                                                         |                                               |
| 2014年7月27日      | 武藤彩未 SUMMER TRIAL LIVE「20262701」                                                               | 下北沢GARDEN                                             | nishi-ken(key)、楠瀬タクヤ(Dr)                                                                                         |                                               |
| 2014年8月1日       | 武藤彩未 SUMMER TRIAL LIVE「20262701」                                                               | 渋谷CLUB QUATTRO                                         | nishi-ken(key)、楠瀬タクヤ(Dr)                                                                                         |                                               |
| 2014年12月27日     | OWARI WA HAJIMARI                                                                                    | 赤坂BLITZ                                                | nishi-ken(key)、楠瀬タクヤ(Dr)、SHINJI OHMURA（G）                                                                     |                                               |
| 2015年4月29日      | BIRTH                                                                                                | 渋谷公会堂                                               | nishi-ken(key)、楠瀬タクヤ(Dr)、山本陽介（G）、須長和広（B）                                                           |                                               |
| 2015年6月9日       | A.Y.M. ROCKS 〜ROCKな夜〜                                                                            | 渋谷CLUB QUATTRO                                         | nishi-ken(key)、山本陽介（G）、マシータ(Dr)、野田耕平（B）                                                             |                                               |
| 2015年6月10日      | A.Y.M. ROCKS 〜MUTOな夜〜                                                                            | 渋谷CLUB QUATTRO                                         | nishi-ken(key)、山本陽介（G）、マシータ(Dr)、野田耕平（B）                                                             |                                               |
| 2015年7月18日      | 武藤彩未ライブハウスツアー2015「TRAVELING ALONE」                                                    | 埼玉・西川口LIVE HOUSE Hearts                            | |                                               |
| 2015年7月20日      | 武藤彩未ライブハウスツアー2015「TRAVELING ALONE」                                                    | 神奈川・新横浜NEW SIDE BEACH!!                           | |                                               |
| 2015年7月25日      | 武藤彩未ライブハウスツアー2015「TRAVELING ALONE」                                                    | 下北沢GARDEN                                             | |                                               |
| 2015年7月26日      | 武藤彩未ライブハウスツアー2015「TRAVELING ALONE」                                                    | 千葉県・稲毛K'sDREAM                                     | |                                               |
| 2015年10月4日      | 「A.Y.M. Ballads」                                                                                   | 日本橋三井ホール                                         | 本間昭光(P)、坂井“Lambsy”秀彰(Perc)、中村タイチ（G）、根岸孝旨（B）                                                    |                                               |
| 2015年12月23日     | 武藤彩未 X’mas Special LIVE「A.Y.M.X.」                                                              | 赤坂BLITZ                                                | 活動休止前の最後のライブ、nishi-ken(key)、山本陽介（G）、野田耕平（B）、髭白健（Dr）                                   |                                               |
| 2018年12月1日      | 武藤彩未 AcousticLive ～はじめの一歩～                                                               | WALL&WALL                                                | 3年ぶりの復活ライブ、武藤彩未初のセルフプロデュースで昼夜2公演行った、栗山寮子（Piano）、多田涼馬（Dr）、森光奏太（B） |                                               |
| 2019年2月27.28日   | 武藤彩未 live～A.Y.M.Night～                                                                         | ヤマハ銀座スタジオ                                       | 井上薫 (key)、小川翔（G）、多田涼馬（Dr）、森光奏太（B）                                                               |                                               |
| 2019年4月26日      | 武藤彩未 前夜祭ライブ ～平成ラストバースデー～                                                       | WWW X                                                    | 小林信吾（Key）、小川翔（G）、多田涼馬（Dr）、森光奏太（B）                                                            |                                               |
| 2019年6月10日      | 武藤彩未 80’s cover Live 〜あやみのヒットスタジオ〜                                                  | 渋谷マウントレーニアホール                               | 半田彬倫(key)、小川翔（G)、多田涼馬（Dr)、森光奏太（B）                                                                |                                               |
| 2019年8月17日      | はじめてのツーマン〜武藤彩未×Kaede(Negicco)〜                                                        | 代官山UNIT                                               | |                                               |
| 2019年9月23日      | WALL&WALL 3rd Anniversary AYAMI MUTO & BAND                                                          | WALL&WALL                                                | 半田彬倫(key)、小川翔（G)、多田涼馬（Dr)、森光奏太（B）                                                                |                                               |
| 2019年12月20日     | Together for White Eve                                                                               | Shibuya duo MUSIC EXCHANGE                               | 5年ぶりの新曲「雨音」を初披露                                                                                          |                                               |
| 2019年12月24日     | 第45回ラジオ・チャリティ・ミュージックソン2019                                                       | KITTE丸の内 1Fアトリウム 特設募金会場「愛の泉」          | ニッポン放送のラジオチャリティ番組の一環としてのライブで観覧無料                                                       |                                               |
| 2020年4月22日      | 「MIRRORS」リリース記念イベントミニライブ&サイン会                                                   | タワーレコード名古屋パルコ店                             | 新型コロナウイルス感染症の蔓延を受けて福岡・東京新宿・大阪・千葉・茨城での同ミニライブ&サイン会が中止                  |                                               |
| 2020年4月23日      | 「MIRRORS」リリース記念イベントミニライブ&サイン会                                                   | タワーレコード静岡店                                     | 新型コロナウイルス感染症の蔓延を受けて福岡・東京新宿・大阪・千葉・茨城での同ミニライブ&サイン会が中止                  |                                               |
| 2020年4月24日      | 「MIRRORS」リリース記念イベントミニライブ&サイン会                                                   | タワーレコードららぽーと立川立飛店内 特設ステージ        | 新型コロナウイルス感染症の蔓延を受けて福岡・東京新宿・大阪・千葉・茨城での同ミニライブ&サイン会が中止                  |                                               |
| 2020年6月10日      | 武藤の日!!無観客ライブ                                                                               | SHOWROOMでの無観客有料オンライン配信ライブ               | 新型コロナウイルス感染症の蔓延を受けての無観客配信ライブ                                                               |                                               |
| 2020年8月15日      | 夏の無観客ライブ                                                                                     | SHOWROOMでの無観客有料オンライン配信ライブ               | 新型コロナウイルス感染症の蔓延を受けての無観客配信ライブ                                                               |                                               |
| 2020年10月23日     | New Release Live 〜オレンジ色の気持ち〜                                                              | WWWX                                                     | |                                               |
| 2020年12月23日     | ～あの頃、君に渡したプレイリストを今でも僕はくちずさむ。～ 購入者限定Release記念スペシャルミニライブ | タワーレコード渋谷店 CUTUP STUDIO                        | |                                               |
| 2021年1月29日      | Release Party 2021～あの頃、君に渡したプレイリストを今でも僕はくちずさむ。～                         | Shibuya duo MUSIC EXCHANGE                               | 新型コロナウイルス感染症の蔓延を受けて発出された日本政府の緊急事態宣言を受けて開演時間を30分繰り上げ                   |                                               |
| 2021年4月29日      | 武藤彩未 BirthdayLive                                                                                | 大手町三井ホール（無観客有料オンライン配信ライブ）       | 新型コロナウイルス感染症の蔓延を受けて発出された日本政府の緊急事態宣言を受けて無観客配信ライブに変更                   |                                               |
| 2021年6月10日      | 喫茶ムトウ〜メロディーを奏でて〜                                                                     | 渋谷マウントレーニアホール                               | ファンクラブ限定イベント 1部・2部の同日2公演、ともにライブ+トークコーナー                                              |                                               |
| 2021年9月5日       | ミニアルバム「SHOWER」リリース記念イベントミニライブ&サイン会                                        | ららぽーと TOKYO-BAY かいだん広場                        | 【1部】【2部】 |                                               |
| 2021年9月11日      | ミニアルバム「SHOWER」リリース記念イベントミニライブ&サイン会                                        | ららぽーと 立川立飛店 イベント広場                       | 【1部】【2部】 |                                               |
| 2021年9月12日      | ミニアルバム「SHOWER」リリース記念イベントミニライブ&サイン会                                        | イオン レイクタウン サンセットテラス                     | 【1部】【2部】 |                                               |
| 2021年9月15日      | ミニアルバム「SHOWER」リリース記念イベントミニライブ&サイン会                                        | タワーレコード 渋谷店 屋上イベントスペース               | |                                               |
| 2021年9月19日      | ミニアルバム「SHOWER」リリース記念イベントミニライブ&サイン会                                        | タワーレコード 名古屋近鉄パッセ店 屋上イベントスペース   | 【1部】【2部】 |                                               |
| 2021年9月20日      | ミニアルバム「SHOWER」リリース記念イベントミニライブ&サイン会                                        | タワーレコード 梅田NU茶屋町店 店内イベントスペース       | 【1部】【2部】 |                                               |
| 2021年9月25日      | ミニアルバム「SHOWER」リリース記念イベントミニライブ&サイン会                                        | タワーレコード 津田沼店 店内イベントスペース             | 【1部】【2部】 |                                               |
| 2021年9月26日      | ミニアルバム「SHOWER」リリース記念イベントミニライブ&サイン会                                        | タワーレコード 横浜ビブレ店 店内イベントスペース         | 【1部】【2部】 |                                               |
| 2021年10月24日     | 武藤彩未 Release Party ○SHOWER◯                                                                      | 品川インターシティホール                                 | |                                               |
| 2021年11月3日      | 出張マスターの部屋                                                                                   | 東京(渋谷)・murffin studio                               | ファンクラブ限定イベント 同日に～喫茶 Ver.～を3回、～Bar Ver.～を3回、計6回開催                                        |                                               |
| 2021年11月5日      | 風街オデッセイ2021                                                                                   | 東京(千代田)・日本武道館                                 | 松本 隆 作詞活動５０周年記念イベント 夢色のスプーンを歌唱                                                              |                                               |
| 2021年12月25日     | ミニアルバム「SHOWER」リリース記念イベントミニライブ&サイン会                                        | タワーレコード 水戸オーパ店 店内イベントスペース         | 【1部】【2部】 |                                               |
| 2022年1月23日      | 武藤彩未 Presents Live 2022 "Call"                                                                   | 東京(渋谷)・duo MUSIC EXCHANGE                           | ゲストアーティストDENIMSを迎えての対バンライプ                                                                         |                                               |
| 2022年4月29日      | Birthday Live Tour                                                                                   | 東京・大手町三井ホール                                   | |                                               |
| 2022年5月1日       | Birthday Live Tour -IDOL-                                                                            | 大阪（梅田）・梅田Shangri-la                             | 15時45分開演 |                                               |
| 2022年5月1日       | Birthday Live Tour -ROCK-                                                                            | 大阪（梅田）・梅田Shangri-la                             | 19時開演 |                                               |
| 2022年6月5日       | SAKAE SP-RING                                                                                        | 愛知（名古屋）・名古屋ReNY limited                       | 三阪咲 @onefive 武藤彩未の神タイムテーブルと言われた                                                                   |                                               |
| 2022年6月10日      | 喫茶ムトウ〜メロディーを奏でて〜                                                                     | 東京（新宿）・代アニ ライブ ステーション                 | ファンクラブ限定イベント 1部・2部の同日2公演、ともにライブ+トークコーナー ＭＣはテレ玉HOT WAVEでおなじみの山本昇氏     |                                               |
| 2022年11月3日(祝)  | 「Glitter beat」リリース記念イベント                                                                 | タワーレコード立川立飛店 ららぽーと２Fイベント広場       | 【12：30】【14：30】                                                                                                   |                                               |
| 2022年11月5日      | 「Glitter beat」リリース記念イベント                                                                 | タワーレコード横浜ビブレ店 屋上イベントスペース          | 【12：00】 |                                               |
| 2022年11月12日     | 「Glitter beat」リリース記念イベント                                                                 | タワーレコード新宿店 ９Ｆ 特設ステージ                   | |                                               |
| 2022年11月13日     | 「Glitter beat」リリース記念イベント                                                                 | タワーレコードららぽーとTOKYOU-BAY店 かいだん広場        | 【13：00】【15：00】                                                                                                   |                                               |
| 2022年11月16日     | 「Glitter beat」リリース記念イベント                                                                 | タワーレコード渋谷店 ５Ｆ イベントスペース               | 【19：00】 |                                               |
| 2022年11月18日     | 「Glitter beat」リリース記念イベント                                                                 | タワーレコード梅田ＮＵ茶屋町店 イベントスペース          | 【19：00】 |                                               |
| 2022年11月19日     | 「Glitter beat」リリース記念イベント                                                                 | タワーレコード東浦店 イオンモール東浦２Fイオンホール     | 【14：00】【16：00】                                                                                                   |                                               |
| 2022年11月20日     | 「Glitter beat」リリース記念イベント                                                                 | タワーレコードオーパ水戸店 ５FART city Hall              | 【12：30】【14：30】                                                                                                   |                                               |
| 2022年11月23日(祝) | 「Glitter beat」リリース記念イベント                                                                 | タワーレコード静岡店 イベントスペース                    | 【12：30】【14：30】                                                                                                   |                                               |
| 2022年11月26日     | 「Glitter beat」リリース記念イベント                                                                 | タワーレコードアリオ橋本店 アリオ橋本１F屋外イベント広場 | 【12：00】 |                                               |
| 2022年11月27日     | 「Glitter beat」リリース記念イベント                                                                 | タワーレコード福岡ＰＡＲＣＯ店 店内イベントスペース      | 【12：30】【14：30】                                                                                                   |                                               |
| 2022年12月3日      | 「Glitter beat」リリース記念イベント                                                                 | ヴィレッジヴァンガード渋谷本店 イベントスペース          | 【13：00】 | ミニライブ＆サイン会 VV限定トートが販売された |
| 2022年12月4日      | 「Glitter beat」リリース記念イベント                                                                 | ヴィレッジヴァンガード新京極店 イベントスペース          | 【16：00】 | ミニライブ＆サイン会VV限定トートが販売された  |

## 出演

### テレビ番組
ドラマ番組
- わたしが子どもだったころ 第18回ミュージシャンサンプラザ中野編（2007年7月11日、2008年6月9日（再放送）、NHK） - まついあや子 役
- イケ麺そば屋探偵〜いいんだぜ!〜（2009年4月4日 - 6月27日、日本テレビ） - 彩香 役

音楽番組
- ライブB♪（2015年2月24日、TBSテレビ）
- ミュージックドラゴン（2015年3月6日 日本テレビ）
- uP!!! presents MUSIC SHOWERチュートリアルの徳ダネ福キタル♪（2015年3月13日 スペースシャワーTV)
- 音流〜On Ryu〜（2020年3月6日 テレビ東京)
- HOT WAVE（2021年1月10日、テレビ埼玉）
- KURUNE -next music live-（2022年4月11日、BSJapanext）

バラエティ番組
- 着信御礼!ケータイ大喜利（2015年3月15日、NHK）
- かみひとえ（2019年7月1日、テレビ朝日）
- この差って何ですか?（2020年10月6日、11月10日、TBS）
- 今夜くらべてみました（2020年11月11日、日本テレビ）
- 馬好王国〜UmazuKingdom〜（2022年7月30日、8月6日、フジテレビ） - 調教師の父親を持つ娘として出演

情報番組
- TOKYO応援宣言　〜東京選手名鑑〜（2015年9月15日、テレビ朝日）- ナレーションとして

### CM
- パナソニック DIGICAM250（2005年9月）
- au by KDDI ジュニアケータイ A5520SA（2006年2月）
- 日産自動車 セレナC25 ｢カイト｣篇（2005年11月 - 2006年6月）
- ハウスウェルネスフーズ 生ローヤルゼリー1000ドリンク 「自転車通勤」篇、「母親参観日」篇（2007年12月）
- 小学館 ちゃお（2007年1月号（2006年11月24日発売） - 2009年3月号（2009年2月20日発売））
- 池田模範堂 ムヒソフトGX 「娘の発見」編（2011年）
- サニクリーン ウォーターサーバー・ディスティオ/ロフェオ 「告白」編A、B（2015年5月 - ）[45]

### ラジオ
- God Bless Saturday　(2019年12月21日、2020年9月5日、 13:00～15:30 横浜エフエム放送）ゲストコーナー出演
- キラメキ ミュージック スター「キラスタ」　(2020年1月6日 19:10～19:30 NACK5）ゲスト出演
- 沈黙の金曜日　(2020年2月21日 21:00～23:00 FM FUJI）ゲスト出演
- 小林信吾のSoliloquy～夜のひとりごと～　(2020年2月29日 20:00～20:30 FMとやま）ゲスト出演
- 真夜中のハーリー＆レイス（2020年3月15日、ラジオ日本）
- アフター6ジャンクション（2020年11月23日、TBSラジオ）ゲスト出演
- トレンディエンジェルのPePePeラジオ（2020年12月5日、2021年5月1日、2021年8月28日、文化放送）ゲスト出演
- あしたの音楽（2021年1月15日、ベイエフエム）ゲスト出演
- 住宅情報館 presents CATCH OF SUMMER（2021年7月～8月、FMヨコハマ）ラジオDJ
- 劇団サンバカーニバル（2022年4月～、FM富士）第22期生、レギュラー

### インターネットラジオ
- LIKE SONG（2021年3月11日 - 、第2・4木曜日、BSCラジオ）パーソナリティ

### スチール・広告
- 伊勢丹「花々祭」キャンペーン（2014年2月26日 - 3月11日）[46]
- グリコ「セブンティーンアイス」セブンティーンプロジェクト（2014年4月26日、マルイシティ渋谷・店頭プラザ）[47][48]

### PV
- シクラメン 「舞い桜」（2011年4月20日）

### ネット配信番組
- STOLABO TOKYO『スピカの夜』（2014年12月11日、Ustream）
- LoGiRL『武藤彩未のIroDOLi』（2015年1月21日 - 12月16日、テレ朝動画）
- 一緒に過ごそう！武藤彩未バレンタインデー ニコ生Special!!（2015年2月14日、ニコ生）
- 謙聞録 -kenbunroku- #57 #58 #59 #102（2020年1月23日、1月30日、2月6日、2021年4月1日、netkeiba TV）
- LoGiRL『武藤彩未×清野茂樹』（2020年3月25日、テレ朝動画）
- smaチル（2020年7月17日、17LIVE）

### イベント
- 「南波一海のアイドル三十六房〜武藤彩未ソロデビューアルバム 発売記念スペシャルトーク〜」（2014年4月23日、タワーレコード渋谷店）[49]
- 武藤彩未もうひとつの卒業式（2015年3月7日、豊島公会堂） - 「I-POP」初回限定Yell盤の購入者抽選イベント

### コンサートゲスト出演
- ～筒美京平 オフィシャル・トリビュート・プロジェクト～ ザ・ヒット・ソング・メーカー 筒美京平の世界 in コンサート（2021年4月17日・18日、東京国際フォーラム ホールA）
- ～松本 隆 作詞活動50周年記念 オフィシャル・プロジェクト！～ 風街オデッセイ2021（2021年11月5日、日本武道館：「夢色のスプーン」（飯島真理）をカバー）
- AYAKARNIVAL 2021（2021年11月17日、日本武道館）

### 舞台
- ロックミュージカル「新宿のありふれた夜」（2023年11月23日 - 26日、シアターΧ） - 劇団員（少年） 役[50]

## 書籍

### 写真集
- 最初で最後（2024年3月12日、ワニブックス）ISBN 978-4847085406

### 雑誌
- ちゃお（小学館）
- kids Style（オリコン）
- ニコ☆プチ
- DiaDaisy（2009年10月 - 、小学館） - 小学館スペシャル 2009年10月（12月増刊）
- MeeTIT GIRL !!「ViVi」（2014年5月23日 - 、講談社） - 連載コラム

### ムック
- pure2ピュア☆ピュア vol.46（2008年1月11日、辰巳出版）ISBN 978-4777804900
- pure2ピュア☆ピュア vol.47（2008年3月7日、辰巳出版）ISBN 978-4777805129
- pure2ピュア☆ピュア vol.48（2008年5月7日、辰巳出版）ISBN 978-4777805334
- pure2ピュア☆ピュア vol.56（2010年1月30日、辰巳出版）ISBN 978-4777807536
- UTB Vol.197 2010年6月号（2010年4月23日、ワニブックス）
- クイック・ジャパン Vol.109（2013年8月10日、太田出版）ISBN 978-4778313791
- ロッキング・オン「H」Vol.115（2013年11月2日、ロッキング・オン）
- GiRLPOP 2014 WINTER（2013年12月6日、エムオン・エンタテインメント）ISBN 978-4789772051
- クイック・ジャパン Vol.111（2013年12月11日、太田出版）ISBN 978-4778313890
- 装苑(コラム紹介) Vol.111（2013年12月26日、文化出版局）
- SWITCH Vol.32 No.2 （2014年1月20日、スイッチ・パブリッシング）ISBN 978-4884183530
- B.L.T. 2014年 03月号（2014年1月24日、東京ニュース通信社）
- NYLON JAPAN 3月号（2014年1月28日、トランスメディア）
- 日経エンタテインメント! 80's名作Special（2014年1月29日、日経BPマーケティング）
- CDジャーナル 2014年5月号（2013年4月19日、音楽出版社）